# 프로젝트 세카이: 컬러풀 스테이지! feat. 하츠네 미쿠
《프로젝트 세카이: 컬러풀 스테이지! feat. 하츠네 미쿠》(일본어: プロジェクトセカイ カラフルステージ！ feat. 初音ミク, 영어: Project Sekai: Colorful Stage feat. Hatsune Miku)는 사이버 에이전트의 크래프트 에그 스튜디오인 컬러풀 팔레트가 개발하고 세가가 배급한 일본의 모바일 리듬 게임이다. 이 게임은 세가의 하츠네 미쿠: 프로젝트 디바 시리즈에서 파생됐으며, 크립톤 퓨처 미디어의 가수 하츠네 미쿠, 메구리네 루카, 카가미네 린·렌, MEIKO, KAITO가 출연한다. 버추얼 싱어가 픽션으로만 존재하는 현실을 배경으로 캐릭터들은 다양한 '진정한 감정'이 투영된 '세카이'라는 또 다른 세계를 만나게 된다. 2020년 9월 30일 안드로이드와 iOS으로 출시되었다. 유니티와 함께 개발되었으며 음성 합성을 위해 피아프로 스튜디오 NT 엔진을 사용한다.
세가는 2021년 12월 7일 영어판의 게임을 전 세계에 출시하였다. Ariel Network에서 발행한 대만, 홍콩, 마카오용 번체 중국어판은 2021년 9월 30일에 출시되었다. 2022년 5월 20일 한국어판은 Nuverse를 통해 출시되었다.

## 개요
이야기는 도쿄의 시부야 거리를 홀로 걸어다니는 소녀로 시작하여 하츠네 미쿠가 전시되는 LCD 화면을 본다. 그녀가 집에 도착했을 때 스마트폰을 보니 "Untitled"라는 곡이 들어가 있음을 발견한다. 수상하게 생각하면서 곡을 재생하자, 소녀는 새하얀 빛에 둘러싸여 낯선 세계로 오게 된다. 그곳에서 하츠네 미쿠는 소녀에게 환영하다고 하였다. 그녀는 의아해하는 소녀에게 손을 내밀며 함께 노래해달라고 부탁하였다. 그 때부터 '진정한 감정'과 '자신의 노래'를 찾아가는 소년 소녀들의 이야기가 시작된다.

## 캐릭터
캐릭터는 5개의 유닛으로 나뉘어 각각 테마와 가상의 가수 (또는 그 이상)가 함께 노래를 부른다.

### Leo/need
중학교 때 서로 간의 갈등으로 인한 소꿉친구 4명으로 구성된 밴드 유닛이다. 호시노 이치카, 텐마 사키, 모치즈키 호나미, 히노모리 시호, 하츠네 미쿠, 메구리네 루카로 이루어져 있다.

### More More Jump!
언제나 아이돌을 꿈꾸는 소녀 1명과 은퇴한 소녀 3명으로 구성된 아이돌 그룹 유닛이다. 그들의 세카이는 그들의 기억에서 태어난 밝은 빛이 있는 무대로 구성된다.

### Vivid Bad Squad
전설을 뛰어넘기 위해 형성된 스트리트 뮤직 유닛이다. 시라이시 안, 아즈사와 코하네, 시노노메 아키토, 아오야기 토우야로 이루어져 있다.

### 원더랜즈x쇼타임
"사람들의 얼굴에 미소를 짓기 위해" 형성된 서커스를 주제로 한 유닛이다. 텐마 츠카사, 오오토리 에무, 카미시로 루이, 쿠사나기 네네로 이루어져 있다.

### 25시, 나이트코드에서
아무도 이들의 진짜 정체를 모르는 정체 불명의 서클 음악계이다. 물론 간간히 사람들의 입소문을 타고 있으며, 이름은 초반 게임 스토리엔 나오지 않는다.

## 같이 보기
- 크립톤 퓨처 미디어
- 보컬로이드

## 참조